# Schwarzwaldmädel

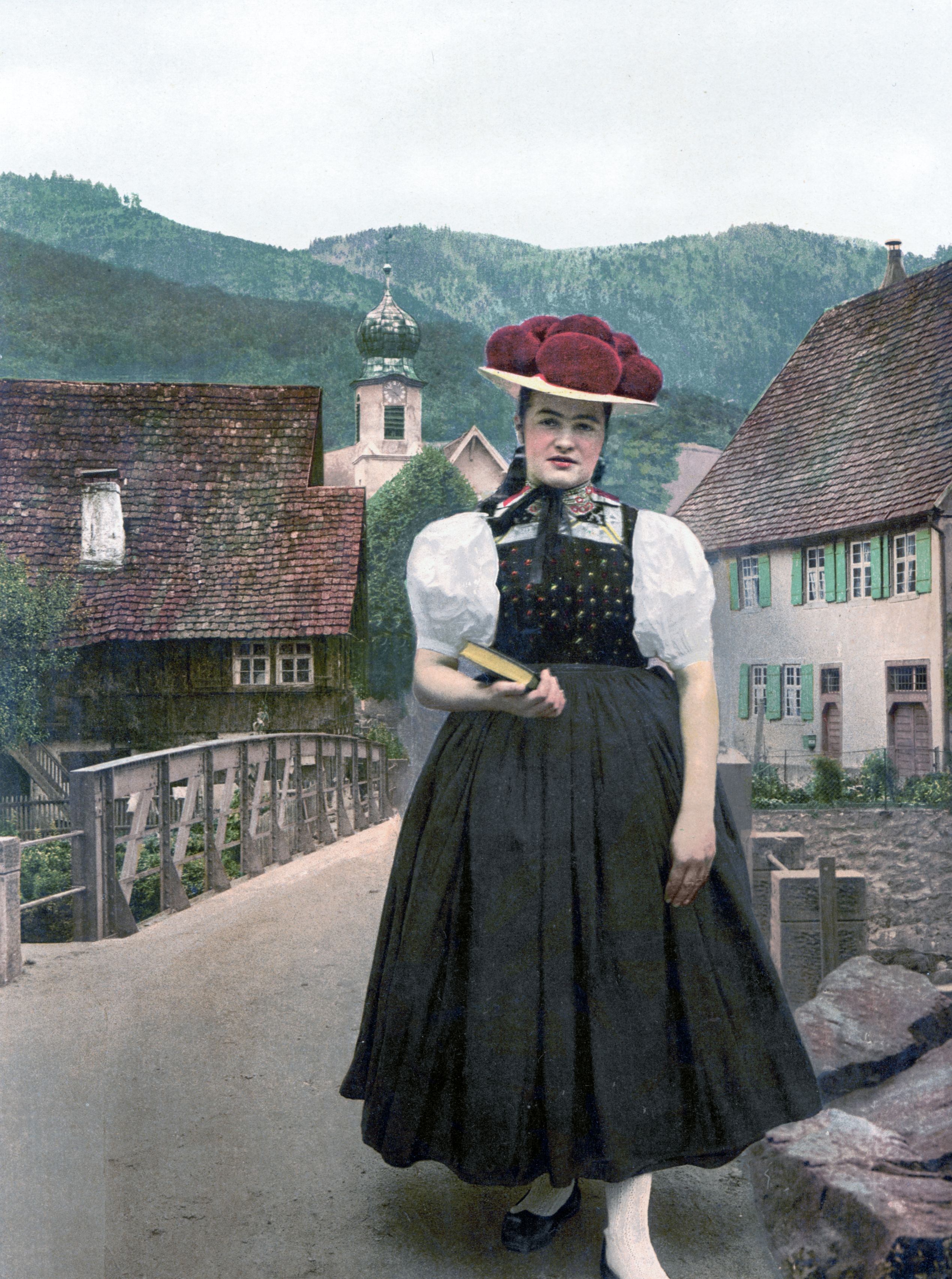
Schwarzldmadel en La joven de la selva negra.

Schwarzwaldmädel (conocida en español como La joven de la Selva Negra o La chica de la Selva Negra) es una opereta en tres actos con libreto del dramaturgo austríaco August Neidhart y música del compositor alemán Leon Jessel. Fue estrenada en la antigua Komische Oper de Berlín el 25 de agosto de 1917.